# Nudochernes setiger
Nudochernes setiger är en spindeldjursart som beskrevs av Beier 1944. Nudochernes setiger ingår i släktet Nudochernes och familjen blindklokrypare. Inga underarter finns listade i Catalogue of Life.